# Jeffrey Wahlberg
Pour les articles homonymes, voir Wahlberg.
Jeffrey Wahlberg est un acteur américain, né le 17 juillet 1996 à Boston  en Massachusetts. Il est le neveu de Mark et Donnie Wahlberg.

## Biographie

### Jeunesse
Né à Boston, Jeffrey Walberg est le fils de James « Jim » Walhberg, le frère de Mark et Donnie Wahlberg.

### Carrière
En 2012, Jeffrey Wahlberg fait ses débuts dans le film A Feeling from Within de Michael Yebba dans le rôle de James Scully.
En 2018, il apparaît comme personnage nommé Prince dans Future World de James Franco et Bruce Thierry Cheung, aux côtés de Suki Waterhouse, Milla Jovovich et Lucy Liu. En juillet 2018, il remplace Micke Moreno pour le rôle de Diego, le cousin de Dora, dans Dora et la Cité perdue (Dora and the Lost City of Gold) de James Bobin (2019).

## Filmographie

### Films
- 2012 : A Feeling from Within de Michael Yebba : James Scully
- 2017 : Don't Come Back from the Moon de Bruce Thierry Cheung : Mickey Smalley
- 2018 : Future World de James Franco et Bruce Thierry Cheung : Prince
- 2019 : Dora et la Cité perdue (Dora and the Lost City of Gold) de James Bobin : Diego, le cousin de Dora
- 2021 : Cherry de Anthony et Joe Russo : Jimenez

### Téléfilm
- 2015 : Instant Gratification de Jokes Yanes : Peter

### Séries télévisées
- 2015 : Ballers : le gardien de parking (saison 1, épisode 9)
- 2018 : Counterpart : Zeger (saison 1, épisode 10)